# Затвореникова дилема
Дилема затвореника представља један од мисаоних проблема у грани математике, теорији игара. Овај експеримент служи за проучавање стратегија понашања две стране (појединац или група) које се налазе у ситуацији када између њих нема комуникације (то јест не постоји могућност договора), и свака страна мора да начини избор, да ли да се понаша кооперативно, или да се окрене против друге стране.
Овај проблем је формализовао Алберт В. Такер (енгл. Albert W. Tucker), а у оригинал потиче од радника РАНД корпорације, Мерил Флад (енгл. Merrill Flood) и Мелвин Дрешер (енгл. Melvin Dresher).

## Поставка проблема
У свом класичном облику, дилема затвореника гласи:
Полиција је сигурна да су двојица осумњичених починила злочин, али нема доказе за то. Осумњичени су одвојени и нуди им се договор. Ако само један од њих призна, допуштајући полицији да осуди другог, биће ослобођен, док ће други бити осуђен на максималну казну од 20 година. Ако оба признају добијају снижене казне од по 5 година. Ако ниједан не призна, биће осуђени на казну од шест месеци због поседовања оружја.
Проблем може да се представи табелом:
|                     | затвореник Б ћути                              | затвореник Б издаје                            |
| ------------------- | ---------------------------------------------- | ---------------------------------------------- |
| затвореник А ћути   | обојица служе 6 месеци                         | затвореник А: 20 година затвореник Б: слободан |
| затвореник А издаје | затвореник А: слободан затвореник Б: 20 година | обојица служе 5 година                         |

## Стратегије
Под претпоставком да се игра само једна рунда и под претпоставком да сваком затворенику више одговара нижа казна, онда је за обојицу исплативије да признају (да играју некооперативно), што представља једину равнотежну тачку, такозвани Нешов еквилибријум, за оба затвореника. Без обзира шта је саизвршилац одлучио, издаја се сваком од њих више исплати. Стога рационални играчи играју некооперативно. У истраживањима, 40% људи би играло кооперативно.
Под претпоставком да се игра више игара за редом, избор оптималне стратегије је знатно сложенији, јер противник у наредној рунди може да казни играча за издају у претходној рунди, и стога стратегија увек играј некооперативно не мора да буде оптимална.

## Економија
Дилема затвореника може да се користи за моделовање бројних економско-политичких ситуација. Међу примерима су одлука да ли се придружити синдикату и да ли је за државу исплативо да учествује у слободној трговини. Често се у пракси јављају више од два играча, што усложњава анализу.

## Политика
У политичким наукама, нарочито на пољу међународних односа, сценариј дилеме затвореника се често користи за илустрацију проблема две нације које су увучене у трку наоружања. Обе нације ће прихватити да имају две опције: или повисити трошење новца на наоружање, или постићи договор са другом страном о смањењу наоружања. Ни једна ни друга не могу бити сигурне да ће се друга страна држати договора, те према томе, и једна и друга нација ће се одлучити на увећање своје борбене готовости. Парадокс, у овом случају је, да привидно обе нације изгледа као да се понашају рационално, али је резултат скроз ирационалан.